# Glossosoma shugnanica
Glossosoma shugnanica är en nattsländeart som beskrevs av Ivanov 1992. Glossosoma shugnanica ingår i släktet Glossosoma och familjen stenhusnattsländor. Inga underarter finns listade i Catalogue of Life.